# Sharon Buchanan
Sharon Lee Buchanan, nach Heirat Sharon Lee Patmore, OAM (* 12. März 1963 im Bundesstaat Western Australia) ist eine ehemalige australische Hockeyspielerin, die mit der Australischen Hockeynationalmannschaft 1988 Olympiasiegerin war.

## Sportliche Karriere
Sharon Buchanan begann mit vier Jahren mit dem Hockeysport. Im Alter von zwölf Jahren spielte sie 1975 in der U16-Auswahl von Western Australia. 1978 war sie Kapitän der U16-Mannschaft, 1979 der U19-Mannschaft. 1980 debütierte sie in der australischen Nationalmannschaft. Die Olympischen Spiele 1980 in Moskau verpasste sie wegen des Olympiaboykotts. Bei der Weltmeisterschaft 1981 in Buenos Aires unterlagen die Australierinnen der deutschen Mannschaft im Halbfinale mit 1:2. Das Spiel um den dritten Platz gewann die Mannschaft der Sowjetunion mit 5:1. Zwei Jahre später bei der Weltmeisterschaft in Kuala Lumpur unterlagen die Australierinnen im Halbfinale den Kanadierinnen im Siebenmeterschießen. Das Spiel um den dritten Platz gewannen die Australierinnen mit 3:1 gegen die Deutschen.
1984 nahmen sechs Mannschaften an den Olympischen Spielen in Los Angeles teil, die alle gegeneinander antraten. Am Ende lagen die Mannschaften aus den Vereinigten Staaten und die Australierinnen gleichauf, weshalb ein Siebenmeterschießen über die Bronzemedaille entschied. Dieses gewannen die Amerikanerinnen mit 10:5, wobei Sharon Buchanan als einzige Australierin ihre beiden Siebenmeter traf. 1986 erreichte das australische Team mit Sharon Buchanan den sechsten Platz bei der Weltmeisterschaft in Amstelveen. Bei der ersten Austragung der Champions Trophy der Damen im Jahr 1987 belegten die Australierinnen den zweiten Platz hinter den Niederländerinnen. 1988 bei den Olympischen Spielen in Seoul erreichten die Australierinnen das Halbfinale mit nur einem Sieg und zwei Unentschieden. Im Halbfinale bezwangen die Australierinnen die Niederländerinnen mit 3:2, wobei Sharon Patmore, wie sie 1988 hieß, die Treffer zum 2:1 und zum 3:1 beisteuerte. Das Finale gewannen die Australierinnen gegen die Südkoreanerinnen mit 2:0.
1990 erreichten die Australierinnen bei der Weltmeisterschaft 1990 in Sydney das Finale, dort unterlagen sie den Niederländerinnen mit 1:3. 1991 siegten die Australierinnen erstmals bei der Champions Trophy. Bei den Olympischen Spielen 1992 in Barcelona belegten die Australierinnen in der Vorrunde den dritten Platz hinter den Deutschen und den Spanierinnen und verpassten damit den Halbfinaleinzug. Mit Siegen über die Neuseeländerinnen und die Niederländerinnen sicherten sich die Australierinnen den fünften Platz. 1993 gewannen die Australierinnen erneut die Champions Trophy.
Sharon Buchanan begann als Mittelstürmerin und wechselte später auf die Halbstürmerposition. Als sie ihre internationale Laufbahn 1993 beendete, war sie mit 186 Länderspielen Rekordnationalspielerin. Nachdem sie bereits 1989 in den Order of Australia aufgenommen wurde, ist sie seit 1994 Mitglied der Sport Australia Hall of Fame.